# Mnemosyne fuscinervis
Mnemosyne fuscinervis är en insektsart som beskrevs av Frederick Arthur Godfrey Muir 1926. Mnemosyne fuscinervis ingår i släktet Mnemosyne och familjen kilstritar. Inga underarter finns listade i Catalogue of Life.